# 팽나무속
팽나무속은 남유럽, 남·동아시아, 북아메리카 중부에 이르는 북반구와 중·남부 아프리카와 같이 온대 기후에 널리 퍼져 있으며, 약 60~70종의 갈잎나무를 종으로 거느리는 속이다.
예전엔 느릅나무과(Ulmaceae)에 넣거나, 따로 팽나무과(Celtidaceae)로 분류하기도 했지만, 지금은 APG II 체계(2003)에 따라 삼과(Cannabaceae)로 분류한다.

## 하위 종
- C. africana Burm.f
- 산팽나무 (C. aurantiaca)
- C. australis L.
- C. balansae Planch.
- 폭나무 (C. biondii)
- C. brasiliensis Planch.
- 좀풍게나무 (C. bungeana) L.
- 검팽나무 (C. choseniana)
- 장수팽나무 (C. cordifolia)
- 노랑팽나무 (C. edulis)
- 풍게나무 (C. jessoensis)
  - 긴잎풍게나무 (C. jessoensis var. angustifolia)
- 왕팽나무 (C. koraiensis)
- 팽나무 (C. sinensis)